# Тесмін Арчер
Тесмін Арчер (англ. Tasmin Archer; нар. 3 серпня 1963) — англійська співачка. Пісня «Sleeping Satellite» із її першого альбому «Great Expectations» стала неймовірно популярною в Об'єднаному Королівстві та займала перші сходинки у хіт-парадах.

## Біографія
Народилася Тесмін 3 серпня 1963 року в м. Бредфорді. Спочатку вона працювала швачкою і приєдналася до гурту «Dignity» як бек-вокалістка. Згодом, закінчивши курси секретаря, вона стала службовцем в Leeds Magistrates' Court. Це допомогло їй потрапити у звукозаписуючу студію «Flexible Response» і як наслідок почати працювати з такими музикантами, як Джон Г'юз (John Hughes) та Джон Бек (John Beck).
Арчер виступила на ЕМІ (EMI) у 1990 році і випустила свій перший сингл «Sleeping Satellite» у вересні 1992 року, який став номером 1 у Великій Британії. Альбом «Great Expectations» був виданий в жовтні цього ж року. Інші пісні з альбому були в топ-40 хітів, але вони не змогли досягнути того ж успіху, що і її дебютна пісня. В 1993 році Арчер виграла музичну нагороду BRIT Award за найкращий прорив у музиці Британії. Згодом вона жартувала, що зберігає цю нагороду в кухонній шафі і стверджувала, що коле нею горіхи і робить відбивні.
На деякий час зникнувши із центру уваги, у 1996 році Тесмін Арчер виступила зі своїм другим альбомом «Bloom». Тим не менше, альбом (та новий сингл «One More Good Night With The Boys»), провалився і не зміг втриматись у чартах. Наприкінці 1997 року розбіжності з ЕМІ (EMI) залишили Арчер із почуттям, що її використали для комерційної вигоди. І вона вирішила зробити коротку перерву у творчості. Через два року вона відчула, що час почати займатися творчістю знову, але не змогла через відсутність творчих ідей в своїй музиці. Це не завадило їй творити в інших напрямках, і вона почала малювати та ліпити з глини під час відсутності на сцені.
Розпочавши роботу в 2002 році, попри тривалу творчу безвихідь, Тесмін і Джон Г'юз стали записувати новий альбом. Спочатку планувалося назвати його «Non Linear», але пізніше він став називатися «ON». Декілька демоверсій пісень із цього альбому були безкоштовно доступні на спеціально створеному сайті. Люди підтримали співачку, відправляючи відгуки на новий матеріал.
25 вересня 2006 року вийшов новий альбом «ON» із єдиним синглом «Every Time I Want It (Effect Is Monotony)». Йому передувала радіо-версія пісні «Effect Is Monotony», що вийшла 20 вересня.

## Дискографія

### Сингли
- Sleeping Satellite #1 UK, #32 US, #14 AUS
- In your care|In Your Care #16 UK
- Lords of the New Church (song)|Lords Of The New Church #26 UK
- Arienne #30 UK
- Shipbuilding (song)|Shipbuilding (E.P.) #40 UK
- Somebody's Daughter
- One More Good Night With The Boys #45 UK
- Sweet Little Truth #176 UK
- Every Time I Want It (Effect Is Monotony)

### Студійні альбоми
- Great Expectations (1992) #8 UK, #56 AUS
- Bloom (1996) #95 UK
- Singer/Songwriter (2004)
- ON (2006

### Інше
- Complaints (2003)
- Hello (2003)
- Our Day Will Come (2003)
- Sedan (2003)
- Take Care (2003)